# Robert Lorentz
Jean Maria Robert Carl Lorentz (* 29. Juni 1866 Strelitz; † 18. Juli 1940 in Schwerin) war ein deutscher Verwaltungsjurist und Ministerialbeamter.

## Leben
Robert Lorentz wurde geboren als Sohn des später in Neustrelitz tätig gewesenen Advokaten Adolf Carl Christian Lorentz und dessen Frau Marie Caroline Therese Clara Luise Sophie, geb. Lorenz und am 1. August 1866 in der (1945 zerstörten) Stadtkirche Strelitz getauft. Seinen Rufnamen Robert erhielt er nach seinem Patenonkel Robert Praefcke.
Lorentz  besuchte das Gymnasium Carolinum (Neustrelitz), wo er Ostern 1885 das Abitur bestand. Nach dem Abitur studierte er an der Eberhard-Karls-Universität in Tübingen Rechtswissenschaft. 1885 wurde er im Corps Borussia Tübingen recipiert. Als Inaktiver wechselte er an die Universität Leipzig und die Friedrich-Wilhelms-Universität zu Berlin.
Nach dem Examen und dem Vorbereitungsdienst seit 1895 Gerichtsassessor, trat er 1896 in die Mecklenburgische Steuer- und Zolldirektion. Er wurde 1898 zum Oberzollrat und 1905 zum Oberzolldirektor befördert. Von 1905 bis 1918 war er stellvertretender Bevollmächtigter für Mecklenburg-Schwerin zum Bundesrat (Deutsches Reich). Ab 1913 war er Präsident der Oberzolldirektion in Mecklenburg-Schwerin. 1918 mit der Führung der (gemeinsamen) mecklenburgischen Gesandtschaft in Berlin beauftragt, wurde er 1918/19 zum Bevollmächtigten für Mecklenburg-Schwerin zum Bundesrat und Reichsrat (Deutschland) ernannt. Ab Ende 1919 war er der erste Präsident des neugeschaffenen Landesfinanzamts Mecklenburg-Lübeck, das auf der mittleren Ebene der Reichsfinanzverwaltung für die Freistaaten Mecklenburg-Schwerin und Mecklenburg-Strelitz sowie für die Hansestadt Lübeck zuständig war. Er wurde 1928 beurlaubt und 1931 in den Ruhestand versetzt.
Seit dem 4. Mai 1898 war er verheiratet mit Ottilie Else, geb. Rust (1874–1909). Nach ihrem frühen Tod heiratete er in zweiter Ehe 1912 Elisabeth (Caroline Dorette Sophie), geb. Maack (* 1876) aus Schwerin.

## Auszeichnungen
- Hausorden der Wendischen Krone, Komtur[4]
- Roter Adlerorden, 2. Klasse
- Königlicher Kronen-Orden (Preußen), 2. Klasse
- Verdienstorden der Bayerischen Krone, Komtur
- Orden Heinrichs des Löwen, Komturkreuz 2. Klasse
- Danebrogorden, Ritter
- Gedächtnismedaille für den Großherzog Adolf Friedrich V. (Mecklenburg)